# Andernos-les-Bains
Andernos-les-Bains je francouzská obec v departementu Gironde v regionu Akvitánie. V roce 2009 zde žilo 11 043 obyvatel.